# 安娜·布兰迪亚娜

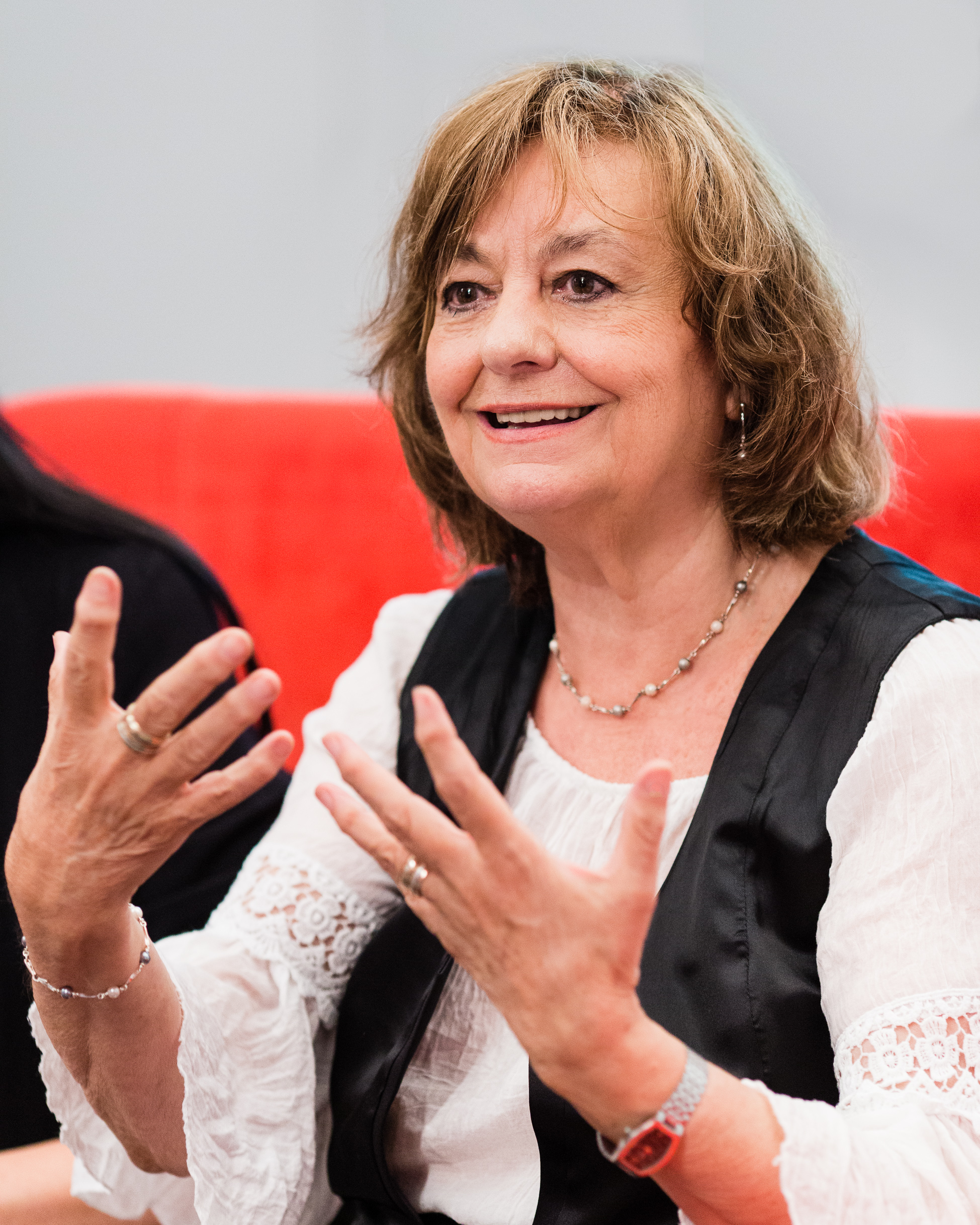
安娜·布兰迪亚娜，2019年

安娜·布兰迪亚娜（Ana Blandiana，1942年3月25日—），罗马尼亚诗人、散文家、社会活动家。罗马尼亚作家联盟会员、欧洲诗歌学会成员、罗马尼亚笔会主席。1994年创立公民同盟——一个无党派运动。